# Галкин Валерий Алексеевич
Валерий Алексеевич Галкин (род. 14 марта  1952,— советский и российский специалист в области  информационных технологий,  математического моделирования. Доктор физико-математических наук, профессор.  

## Биография
Валерий Алексеевич окончил с отличием в 1975 г. Московский инженерно-физический институт по специальности «прикладная математика» С 1975 г. работал на кафедре высшей математики Обнинского филиала МИФИ (преобразован в Обнинский институт атомной энергетики 01.11.1985 г., а с 2002 г. – Обнинский государственный технический университет атомной энергетики, в 2009 г. преобразован в Институт атомной энергетики – Обнинский филиал Национального исследовательского ядерного университета –«МИФИ».) сначала в должности учебного мастера, затем – инженера, а с сентября 1976г. – в должности ассистента кафедры высшей математики. Подготовил вне аспирантуры кандидатскую диссертацию «Математическая теория уравнения коагуляции», которую успешно защитил на физическом факультете МГУ в 1978 г. В 1979 г. избран на должность доцента кафедры прикладной математики. Ученое звание доцента присвоено в 1982 г. Подготовил докторскую диссертацию «Функциональные решения законов сохранения», которую успешно защитил в Институте математического моделирования РАН в 1994 г.; в 1995 г. избран на должность профессора кафедры прикладной математики; учёное звание профессора присвоено в 1996 г. С июня 1999 г. избран заведующим кафедрой прикладной математики Обнинского института атомной энергетики; был избран на должность заведующего кафедрой прикладной математики в Обнинском государственном техническом университете атомной энергетики в 2004 г. и в 2008 г. В 2010– 2012 г. являлся руководителем Института атомной энергетики –– Обнинского филиала Национального Исследовательского Ядерного Университета «МИФИ» и по совместительству – заведующим кафедрой прикладной математики. В 2002 году присвоено звание «почетный работник высшего профессионального образования».
С 06 февраля 2006 г. по декабрь 2012 г. работал по совместительству в Бюджетном учреждении высшего образования Ханты-Мансийского автономного округа – Югры «Сургутский государственный университет», занимая должности: профессора и заведующего кафедры информатики и вычислительной техники; профессора и заведующего кафедры прикладной математики.
С 01 января 2013 г. по 31 марта 2018 г. – на постоянной работе в должности директора Политехнического института Сургутского государственного университета и по совместительству – исполняющий обязанности заведующего отделом вычислительных средств и моделирования процессов в природных системах НИИСИ РАН, а с июля 2019 г. по настоящее время – директор Сургутского филиала ФГУ ФНЦ НИИСИ РАН (переименован 25.10 2024 г. в Сургутский филиал ФГУ НИЦ «Курчатовский институт» –НИИСИ).
С 01 апреля 2018 г. по настоящее время на постоянной работе в должности профессора кафедры прикладной математики в Бюджетном учреждении высшего образования Ханты-Мансийского автономного округа-Югры «Сургутский государственный университет».

## Места работы
Профессор кафедры прикладной математики бюджетного учреждения высшего образования ХМАО–Югры «Сургутский государственный университет», профессор, доктор физико-математических наук.
Директор Сургутского филиала НИЦ «Курчатовский институт» – НИИСИ и главным научным сотрудником НИЦ «Курчатовский институт» – НИИСИ.

### Педагогическая и организационная деятельность
Стаж научно-преподавательской деятельности – 50 лет. Галкин В.А. почетный работник высшего профессионального образования. Под его руководством получили степень кандидата наук 13 аспирантов и подготовлено более 120 дипломников. 

## Научные достижения
Галкин Валерий Алексеевич — ведущий специалист в области теоретических основ искусственных нейронных сетей и технологий искусственного интеллекта, автор и соавтор свыше 200 научных публикаций, включая 3 монографии.
Специалист в области нелинейных уравнений физической кинетики и гидродинамики. Основные научные результаты – вычислительная устойчивость, глобальная сходимость аппроксимаций для систем законов сохранения, связанных с физической кинетикой и газовой динамикой. Разработал универсальный кинетический метод решения систем дифференциальных уравнений, адаптированный для отечественных ЭВМ. Это позволило снизить требования к производительности техники без потери точности расчетов.
Создал эффективные численно-аналитические подходы для решения уравнений Навье–Стокса и многомерных задач магнитной гидродинамики, внедренных в разработку нейронных сетей для решения задач топливно-энергетического комплекса на ЭВМ средней и низкой мощности. Совместно с  академиком РАН В.Б. Бетелиным получил фундаментальные результаты в области обоснованных ИИ-технологий. Их применение охватывает нефтегазовую отрасль, ядерную энергетику, гидрометеорологию и газовую динамику. Организатор международных конференций, включая «Математика и информационные технологии в нефтегазовом комплексе» и «Математические идеи П.Л. Чебышёва и их приложения к современным проблемам естествознания». В 2016 г. награжден Российским национальным комитетом по теоретической и прикладной механике медалью Х.А. Рахматулина за большой вклад в развитие вычислительных методов при решении задач механики.

### Научная и общественная деятельность
Заместитель главного редактора ВАК-индексируемого электронного журнала «Успехи кибернетики».
Член бюро научного совета РАН «Научные проблемы обеспечения суверенитета в области вычислительных и информационных технологий».

## Публикации

### Монографии
1. В. А. Галкин. Уравнение Смолуховского. М.: Физматлит-Наука. 2001, 336 с. Монография посвящена исследованиям автора в течение 1973–2001 гг. в области нелинейных задач для уравнений физической кинетики, которые включают в себя уравнение Больцмана кинетической теории газов и уравнение Смолуховского теории коагуляции. Подробно рассмотрены вопросы глобальной корректности задачи Коши и обоснование приближенных методов как для пространственно-однородных задач, так и для пространственно-неоднородных задач. Пространственно-неоднородные задачи существенно сложнее, чем однородные, так как взаимодействие пространственного переноса с со столкновениями частиц, в общем случае, ведет к образованию негладких особенностей решения при сколь угодно гладких исходных данных задачи и линейности оператора пространственного переноса. Последнее приводит к необходимости перехода от классических решений к обобщенным.
2. В. А. Галкин. Теория функциональных решений систем законов сохранения и ее приложения // Труды семинара им. И. Г. Петровского, М.: Изд-во МГУ, 2000, т. 20, с. 81–120. Подробно изложена теория корректности задачи Коши в классе функциональных решений для систем нелинейных уравнений дивергентного вида. Предложен и обоснован подход к выделению глобальных классов корректности в пространстве функциональных решений. Указанный подход основывается на применении топологии А. Н. Тихонова. В этой топологии обосновывается, что каждый равномерно слабо аппроксимирующий и равномерно слабо устойчивый приближенный метод сходится к единственному в рамках выделенного класса функциональному решению задачи Коши. Указаны достаточные условия устойчивости глобальных функциональных решений.
3. В. А. Галкин. Функциональные решения законов сохранения // ДАН СССР, 1990, т. 310, № 4, с. 834–839. Впервые введено понятие функционального решения для систем законов сохранения и предложена схема обоснования глобальной сходимости приближенных методов на основе определенных в работе новых понятий слабой аппроксимации и слабой устойчивости. Рассмотрены приложения для квазилинейных систем градиентного типа с начальными данными в пространстве функций, интегрируемых с квадратом по пространственным переменным, а также обоснована сходимость разностной схемы для нелинейного пространственно-неоднородного уравнения Больцмана кинетической теории газов.
4. Анализ математических моделей, системы законов сохранения, уравнения Больцмана и Смолуховского, Галкин В.А., М.: Физматлит, 2009. Монография посвящена вопросам обоснования корректности задач для систем нелинейных уравнений, имеющих прикладное значение в математической физике. Содержание книги направлено на выявление и анализ основных математических структур, связанных с вопросами обоснования методов математического моделирования, приводящих к нелинейным системам законов сохранения, включающих в себя систему Навье—Стокса газовой динамики, уравнения Больцмана, Смолуховского, Власова в физической кинетике. Сюда же примыкают задача Стефана и модели тепломассолереноса, связанные с выращиванием кристаллов.

### Статьи
1. О построении искусственной нейронной сети для решения системы уравнений Навье-Стокса в случае несжимаемой жидкости // Доклады Российской академии наук. Математика, информатика, процессы управления. – 2024 – Т. 517, № 1 – С. 115-119. – DOI 10.31857/S2686954324030194. – EDN ZWTLMD.)
2. В. Б. Бетелин, В. А. Галкин, А. О. Дубовик. Об управляемом слоистом течении вязкой несжимаемой жидкости в модели магнитной гидродинамики // Доклады Академии наук. – 2016. – Т. 470, № 2. – С. 150-152. – DOI 10.7868/S0869565216260030. – EDN WKDDRJ
3. О. П. Бобровская, Т. В. Гавриленко, В. А. Галкин. Роевой алгоритм транспортного потока // Искусственный интеллект и принятие решений. – 2023. – № 4. – С. 58-70. – DOI 10.14357/20718594230406. – EDN SJCXCN.
4. Т. В. Гавриленко, В. А. Галкин. Интуитивные логические системы и их приложения в технологиях искусственного интеллекта // Успехи кибернетики. – 2024. – Т. 5, № 1. – С. 8-16. – DOI 10.51790/2712-9942-2024-5-1-01. – EDN IJVXIT.
5. Галкин В. А. Об одном классе точных решений системы Навье–Стокса для несжимаемой жидкости в шаре и сферическом слое // Журнал вычислительной математики и математической физики. – 2023. – Т. 63, № 6. – С. 1000-1005. – DOI 10.31857/S004446692306008X. – EDN UWOXQH.
6. Галкин, В. А. О структуре винтовых осесимметричных решений системы Навье-Стокса для несжимаемой жидкости // Журнал вычислительной математики и математической физики. – 2024. – Т. 64, № 5. – С. 780-790. – DOI 10.31857/S0044466924050076. – EDN YDGAQB.
7. В. А. Галкин, А. О. Дубовик, Д. А. Моргун. Визуализация течений вязкой несжимаемой жидкости, соответствующих точным решениям уравнений Навье-Стокса // Научная визуализация. – 2024. – Т. 16, № 1. – С. 52-63. – DOI 10.26583/sv.16.1.05. – EDN NWGODH.
8. В. А. Галкин, А. О. Дубовик, А. Д. Смородинов. Моделирование и визуализация седиментации в течении вязкой несжимаемой жидкости // Научная визуализация. – 2024. – Т. 16, № 3. – С. 71-78. – DOI 10.26583/sv.16.3.07. – EDN KNUTBP.
9. В. А. Галкин, А. О. Дубовик. Моделирование трехмерного потенциального течения жидкости в области, изменяющейся во времени // Журнал вычислительной математики и математической физики. – 2022. – Т. 62, № 7. – С. 1180-1186. – DOI 10.31857/S0044466922050052. – EDN JDEOUL.
10. В. Б. Бетелин, В. А. Галкин. Математические и вычислительные проблемы, связанные с образованием структур в сложных системах// Компьютерные исследования и моделирование, 2022 Т. 14 № 4 С. 805–815 DOI: 10.20537/2076-7633-2022-14-4-805-815